# Impatiens cathcartii
Impatiens cathcartii är en balsaminväxtart som beskrevs av Joseph Dalton Hooker. Impatiens cathcartii ingår i släktet balsaminer, och familjen balsaminväxter. Inga underarter finns listade i Catalogue of Life.